# Бояна (квартал на София)
Вижте пояснителната страница за други значения на Бояна.
„Бояна“ е квартал на София в район „Витоша“ на Столичната община. Намира се на 7 km южно от центъра на града, над Софийското поле.

## История
Останки от крепост днес се намират над Момина скала. Там вероятно е имало и кула. Развалини от значителни постройки са намерени на югозапад от прочутата Боянска църква, на равнището Царева ливада (старо име: Царево падало).
В Бояна е била извънградската резиденция на севастократор Калоян, част от която е била самата Боянска църква, където са живели аристократи на Втората българска държава.
През 1938 г. е създадена Голямата градска община на София, а към нея е присъединена Бояна, която губи статута си на село едва през 1961 година.
В „Бояна“ живеят президентът и вицепрезидентът на България (резиденция Бояна), министър-председателят и председателят на Народното събрание.
По булевард „България“ може да се достигне направо от Бояна до центъра на столицата.
В 1950 – 1952 г. на километър от „Св. св. Никола и Пантелеймон“, след като тя е обявена за паметник на културата и богослуженията са преустановени, е построена новата „Свети Пантелеймон“. Части от иконостаса на храма са изрязани от дебърски майстори от рода Филипови.

## Забележителности
- Национален исторически музей
- резиденция „Бояна“
- Боянска църква „Св. св. Никола и Пантелеймон“
- Боянски водопад е природна забележителност, която е любима дестинация на много столичани за почивните дни. Разположен е на Боянската река, на около 5 км от центъра на Бояна.
- Боянският проход от Копитото стига до южния склон на Витоша. Там има множество хотели, хижи, писти и ресторанти.
- ВЕЦ „Бояна“, една от най-старите действащи електроцентрали в България

## Социални грижи
В Бояна се намират:
- Детско-юношеска психиатрична клиника – водещо за страната специализирано учебно заведение. Приемник и продължител е на най-добрите традиции в психиатричното обгрижване на деца и юноши, получили развитието си от 1950-те години с дейността на проф. Хр. Христозов и проф. М. Ачкова и с европейско признание още през 1987 година с провеждането в България на VIII конгрес на Европейската общност по детско-юношеска психиатрия (ESCAP). Клиниката е профилирано звено към Катедра „Психиатрия“ на Медицинския университет в София.
- Лицензирани дом за стари хора „Света Богородица“.
- Специална детска градина № 112 за деца с множествени разстройства в умственото развитие.

## Улици и произход на имената им
| Път                            | Наречен на                                               | Местоположение |
| ------------------------------ | -------------------------------------------------------- | -------------- |
| „16“                           | –                                                        | Карта          |
| „732“                          | –                                                        | Карта          |
| „788“                          | –                                                        | Карта          |
| „Акация“                       | Акация (Acacia), род растения                            | Карта          |
| „Асен Георгиев“                | Асен Георгиев (1924 – 2009), партизанин                  | Карта          |
| „Баевица“                      | ?                                                        | Карта          |
| „Байкал“                       | Байкал, езеро в Русия                                    | Карта          |
| „Балканска война“              | Балканска война (1912 – 1913), война в Югоизточна Европа | Карта          |
| „Белите брези“                 | „Белите брези“, хижа на Витоша                           | Карта          |
| „Белия кладенец“               | ?                                                        | Карта          |
| „Беловодски път“               | „Бялата вода“, местност на Витоша                        | Карта          |
| „Богова стъпка“                | ?                                                        | Карта          |
| „Божур“                        | Божур (Paeonia), род растения                            | Карта          |
| „Боровица“                     | ?                                                        | Карта          |
| „Бояна парк“                   | Гробищен парк „Бояна“, местен обект                      | Карта          |
| „Боянска китка“                | ?                                                        | Карта          |
| „Боянска легенда“              | ?                                                        | Карта          |
| „Боянска река“                 | Боянска река, местен обект                               | Карта          |
| „Боянски майстор“              | Боянският майстор, група художници от XIII век           | Карта          |
| „Боянско езеро“                | Боянско езеро, микроязовир на Витоша                     | Карта          |
| „Брезите“                      | Бреза (Betula), род растения                             | Карта          |
| „Брезовица“                    | ?                                                        | Карта          |
| „Буките“                       | ?                                                        | Карта          |
| „България“                     | България, държава в Югоизточна Европа                    | Карта          |
| „Бял равнец“                   | Бял равнец (Achillea millefolium), вид растения          | Карта          |
| „Бялата чешма“                 | ?                                                        | Карта          |
| „Васил Чекаларов“              | Васил Чекаларов (1874 – 1913), революционер              | Карта          |
| „Витошки турист“               | ?                                                        | Карта          |
| „Владимир Димитров – Майстора“ | Владимир Димитров – Майстора (1882 – 1960), художник     | Карта          |
| „Воденичница“                  | ?                                                        | Карта          |
| „Георги Войтех“                | Георги Войтех (? – 1072), аристократ                     | Карта          |
| „Георги Рилски“                | Георги Караджов (1901 – 1942), комунистически деец       | Карта          |
| „Герганица“                    | ?                                                        | Карта          |
| „Даскал Стоян Попандреев“      | Стоян Робовски (1831 – 1878), просветен деец             | Карта          |
| „Десислава“                    | Десислава (XIII век), аристократка                       | Карта          |
| „Дренето“                      | ?                                                        | Карта          |
| „Егреците“                     | ?                                                        | Карта          |
| „Елите“                        | ?                                                        | Карта          |
| „Живата вода“                  | Живата вода, извор на Витоша                             | Карта          |
| „Зелен парк“                   | ?                                                        | Карта          |
| „Иваница Данчев“               | Иваница Данчев (1850 – 1912), революционер               | Карта          |
| „Илия Кутев“                   | ?                                                        | Карта          |
| „Калоянова крепост“            | ?                                                        | Карта          |
| „Каменарче“                    | Каменарчета (Oenanthe), род птици                        | Карта          |
| „Каменно здание“               | ?                                                        | Карта          |
| „Карамфил“                     | Карамфил (Dianthus), род растения                        | Карта          |
| „Копитото“                     | „Копитото“, местност на Витоша                           | Карта          |
| „Краище“                       | Краище, географска област в България и Сърбия            | Карта          |
| „Кумата“                       | Крум Новаков – Кумата (1898 – 1921), алпинист            | Карта          |
| „Малкото копито“               | „Малкото копито“, местност на Витоша                     | Карта          |
| „Марушя“                       | ?                                                        | Карта          |
| „Матей Преображенски“          | Матей Преображенски (1828 – 1875), революционер          | Карта          |
| „Меча поляна“                  | „Меча поляна“, местност на Витоша                        | Карта          |
| „Момина скала“                 | Момина скала, връх на Витоша                             | Карта          |
| „Околовръстен път“             | –                                                        | Карта          |
| „Орешарска“                    | ?                                                        | Карта          |
| „Панайот Николов“              | ?                                                        | Карта          |
| „Панорамен път“                | –                                                        | Карта          |
| „Петко Войвода“                | Петко войвода (1844 – 1900), революционер                | Карта          |
| „Планинарска песен“            | „Планинарска песен“, хижа на Виноша                      | Карта          |
| „Подграмада“                   | ?                                                        | Карта          |
| „Полк. Никола Ботев“           | Никола Ботев (1899 – 1981), офицер                       | Карта          |
| „Поп Евстати Витошки“          | Евстати Витошки (1904 – 1944), духовник                  | Карта          |
| „Пролет“                       | Пролет, годишен сезон                                    | Карта          |
| „Проф. Илия Йосифов“           | Илия Йосифов (1912 – 1993), певец                        | Карта          |
| „Радецки“                      | „Радецки“, кораб                                         | Карта          |
| „Ралевица“                     | ?                                                        | Карта          |
| „Розариум“                     | Розариум, вид градина                                    | Карта          |
| „Саша Попов“                   | Саша Попов (1899 – 1976), цигулар и диригент             | Карта          |
| „Сговорна дружина“             | ?                                                        | Карта          |
| „Севастократор Калоян“         | Калоян (XIII век), аристократ                            | Карта          |
| „Секвоя“                       | Секвоя (Sequoia sempervirens), вид растения              | Карта          |
| „Скакавица“                    | ?                                                        | Карта          |
| „Сребърна гора“                | ?                                                        | Карта          |
| „Стамен Панчев“                | Стамен Панчев (1879 – 1913), поет                        | Карта          |
| „Стар Беловодски път“          | „Бялата вода“, местност на Витоша                        | Карта          |
| „Стефан Николов“               | ?                                                        | Карта          |
| „Сълзица“                      | ?                                                        | Карта          |
| „Телериг“                      | Телериг (707 – 777), владетел                            | Карта          |
| „Три Кладенци“                 | ?                                                        | Карта          |
| „Учителят“                     | ?                                                        | Карта          |
| „Цветна“                       | ?                                                        | Карта          |
| „Църковна“                     | „Свети Пантелеймон“, църква в района                     | Карта          |
| „Шишманова конница“            | Иван Шишман (1350 – 1395), цар                           | Карта          |
| „Яньовица“                     | ?                                                        | Карта          |

## Други
На Бояна е наречена улица „Боянска“ в кварталите „Драгалевци“, „Национален киноцентър“ и „Киноцентъра III“ в София (Карта).